# Флангинис, Томас
Томас Флангинис (греч. Θωμάς  Φλαγγίνης; 1578, Корфу — 1648, Венеция) — богатый греческий
юрист и торговец, проживавший в Венеции, основавший известную в Венеции и во всём греческом мире в течение 3-х веков Школу Флангиниса.

## Биография
Флангинис родился на острове Корфу в 1578 году
Получив стипендию безымянного монаха из Падуи, прибыл в Венецию, где поступил в университет. Числился среди отличившихся выпускников.
Получил титул доктора Гражданского права. После смерти своего покровителя работал юристом. Отличился в качестве оратора и юриста, разбогател.
Его единственная дочь, вышедшая замуж за венецианца, умерла молодой, не оставив наследника.
Флангинис подарил значительные суммы греческому госпиталю при православной греческой церкви Святого Георгия, в качестве приданого бедным невестам из греческой общины и в качестве выкупа христиан из турецкого плена. Согласно его завещания, он оставил 171.715 дукатов для создания Греческой школы Венеции.